# Mörtträsket (Jukkasjärvi socken, Lappland)
Mörtträsket är en sjö i Kiruna kommun i Lappland och ingår i Torneälvens huvudavrinningsområde. Sjön har en area på 0,204 kvadratkilometer och ligger 375,2 meter över havet. Mörtträsket ligger i Torne och Kalix älvsystem Natura 2000-område.